# Sam Peckinpah
David Samuel "Sam" Peckinpah (21. veljače 1925. – 28. prosinca 1984.),  američki filmski redatelj koji je stekao slavu  vesternom Divlja horda (1969.). Postao je jedan od najvećih redatelja sedamdesetih kroz svoje inovativno i eksplicitno prikazivanje akcije i nasilja, kao i zbog svog revizionističkog pristupu vestern žanru. Peckinpahovi filmovi općenito su se bavili sukobom između vrijednosti i ideala, i pokvarenosti nasilja u ljudskom društvu. Njegovi junaci su vrlo često usamljenici ili gubitnici koji žele biti časni, ali moraju napraviti kompromis kako bi preživjeli u  nihilističkom i brutalnom svijetu. Peckinpahova ratoborna narav, označena godinama  alkoholizma i narkomanije, u dobroj je mjeri zasjenila njegovu profesionalnu ostavštinu. Mnogi njegovi filmovi poznati su po sukobima iza kulisa s producentima i članovima ekipe, što je naštetilo njegovoj reputaciji i karijeri.
Nekoliko njegovih filmova, kao što su Psi od slame (1971.), Pat Garret i Billy the Kid (1973.) i Donesite mi glavu Alfreda Garcije (1974.) do danas su ostali kontroverzni.

## Genealogija
Njegovo podrijetlo seže do u  Kaliforniju. Njegov pradjed, Rice Peckinpaugh, bio je trgovac i farmer u Indiani prije nego što se u pedesetim godinama  19. stoljeća preselio u Kaliforniju, u okrug Humboldt i promijenio obiteljsko prezime u "Peckinpah". Obitelj se skrasila u tom području kako bi se bavila sječom stabala. Peckinpahov pradjed s majčine strane bio je Denwer Church, stočar, sudac Vrhovnog suda i kalifornijski kongresmen. David Samuel "Sam" Peckinpah rođen je 21. veljače 1925., kao sin Davida Edwarda Peckinpaha i Fern Louise Church. Peckinpah i nekoliko rođaka su često tvrdili da imaju  indijansko podrijetlo, ali su to demantirali preživjeli članovi obitelji.

## Životopis
Peckinpah je rođen u Fresnu, Kalifornija, a pohađao je humanističku školu i srednju školu u rodnom gradu. Sa svojim bratom je često markirao s nastave kako bi se bavio kaubojskim poslovima na ranču Denvera Churcha, uključujući hvatanje, žigosanje i strijeljanje. Tijekom tridesetih i četrdesetih, Coarsegold i Bass Lake još su bili naseljeni potomcima rudara i rančera iz 19. stoljeća. Mnogi od ovih potomaka je radilo na Churchovu ranču. U to vrijeme, bilo je to ruralno područje koje je prolazilo kroz ekstremne promjene, a vjeruje se da je se izloženost njima odrazilo na Peckinpahove vesterne.
Dok je bio u srednjoj školi u Fresnu, igrao je za momčad  američkog nogometa, ali je zbog čestih tučnjava i nediscipline prisilio roditelje da ga za završnu godinu pošalju na vojnu akademiju. 1943. se pridružio  marincima. U manje od dvije godine, njegov bataljun je poslan u  Kinu sa zadatkom razoružavanja japanskih vojnika i vraćanja u domovinu nakon  Drugog svjetskog rata. Iako mu zadaci nisu uključivali borbu, tvrdio je kako je svjedočio ratnim sukobima između kineskih i japanskih vojnika. Prema njegovim prijateljima, to je bilo nekoliko činova mučenja i ubojstvo radnika iz nasumične snajperske pucnjave. Američkim vojnicima je bilo zabranjeno intervenirati. To je navodno snažno pogodilo Peckinpaha i vjerojatno se odrazilo na prikaze nasilja u njegovim filmovima.
Nakon rata je pohađao Fresno State College gdje je studirao povijest. Kao student je upoznao i 1947. oženio svoju prvu ženu Marie Selland. Kao studentica drame, Selland je upoznala Peckinpaha s kazališnim odjelom, a on se po prvi put zainteresirao za režiranje. Tijekom završne godine, adaptirao je i režirao jednosatnu verziju Staklenog zvjerinjaka  Tennesseeja Williamsa. Nakon diplome 1948., Peckinpah je upisao postdiplomski studij drame na Sveučilištu Južne Kalifornije. Prije nego što je magistrirao, proveo je dvije godine kao redatelj u kazalištu Huntington Park Civic u Los Angelesu. Zamolili su ga da ostane još godinu dana, ali Peckinpah je počeo raditi kao scenski radnik na KLAC-TV-u vjerujući da će mu iskustvo na televiziji pomoći u kasnijem filmskom poslu. Čak i tijekom ove rane kazališne karijere, Peckinpah je bio borbene naravi. Navodno je izbačen sa seta The Liberace Showa jer nije nosio kravatu i jer je odbio uputiti prodavača auta tijekom nastupa uživo zbog njegova ponašanja prema scenskim radnicima.
1954. je angažiran kao pomoćnik casting redatelja za film Pobuna u bloku 11 redatelja  Dona Siegela. Film je sniman u zatvoru Folsom. Navodno upravitelj nije htio pustiti producente u zatvor dok nije upoznao Peckinpaha. Upravitelj je poznavao njegovu obitelj još iz Fresna i odmah postao kooperativan. Siegelov rad na lokaciji i korištenje stvarnih zatvorenika kao statista impresionirali su Peckinpaha. S njim će kao pomoćnik raditi na četiri druga filma, Privatni pakao 36 (1954.), Annapolis Story (1955.), Invazija tjelokradica (1956.) i Crimes in the Streets (1956.). U Invaziji tjelokradica, u kojem se Peckinpah pojavio u cameo ulozi, nastupili su Kevin McCarthy i Dana Wynter. Bio je to jedan od najhvaljenijih SF filmova pedesetih. Peckinpah je tvrdio kako je pridonio na prepravljanju scenarija, što nije razjašnjeno do danas. Bilo kako bilo, suradnja sa Siegelom donijela mu je reputaciju scenarista i potencijalnog redatelja.
Dobrim dijelom života Peckinpah je bio  alkoholičar i ovisnik o drogama. Prema nekima, patio je i od mentalnog poremećaja, vjerojatno  manične depresije ili paranoje. Vjeruje se da su problemi s pićem počeli tijekom vojne službe u Kini, gdje je bio čest gost saloona u Tientsinu i Peipingu. Nakon razvoda od Selland 1960., majke njegovo četvero djece, 1965. se oženio s  meksičkom glumicom Begonom Palacios. Burna veza se razvila, a do njegove smrti su se vjenčali čak tri puta. Dobili su jednu kćer. Njegova ličnost navodno se kretala od dragog, slatkorječivog, umjetnički nastrojenog raspoloženja do izljeva bijesa i nasilja tijekom kojih bi verbalno i fizički zlostavljao sebe i druge. Kao iskusan lovac, Peckinpah je bio fasciniran oružjem, a kad je pio, znao je pucati po ogledalima u svojoj kući, što se može vidjeti i u nekoliko njegovih filmova. Peckinpahova teška reputacija s ukusom za nasilje, inspirirana sadržajem većine njegovih popularnih filmova, zasjenila je njegovu umjetničku reputaciju. Njegovi prijatelji i obitelj su tvrdili da to ide na štetu čovjeka koji je zapravo bio mnogo kompleksniji nego što se to općenito misli. Tijekom svoje karijere, Peckinpah je očito stekao iznimnu lojalnost u nekim prijateljima i zaposlenicima. Koristio je iste glumce (Warren Oates, L.Q. Jones, R.G. Armstrong, James Coburn,  Ben Johnson, Kris Kristofferson) i suradnike (Jerry Fielding, Lucien Ballard, Gordon Dawson, Martin Baum) u mnogim svojim filmovima, a dosta njegovih prijatelja i suradnika je ostalo uz njega do kraja njegova života.
Nakon vjenčanja s Palacios, Peckinpah je dobar dio života proveo u  Meksiku, gdje je kupio i imanje. Navodno je bio fasciniran meksičkim načinom života i kulturom, koje je u filmovima često prikazivao s dosta neobične sentimentalnosti i romantičnosti. Četiri njegova filma, Bojnik Dundee (1965.), Divlja horda (1969.), Pat Garret i Billy the Kid (1973.) i Donesite mi glavu Alfreda Garcije (1974.), u potpunosti su snimljena na lokacijama u zemlji, dok  Bijeg (1972.) završava s parom koji bježi u slobodu u Meksiko.
Peckinpah je zadnjih godina svog života bio teško bolestan. Bez obzira na to, nastavio je raditi sve do posljednjih mjeseci prije smrti. Umro je od zatajenja srca 28. prosinca 1984. U to je vrijeme pripremao snimanje originalnog scenarija  Stephena Kinga nazvanog "The Shooters".

## Televizijska karijera
Na preporuku Dona Siegela, Peckinpah se krajem pedesetih afirmirao kao scenarist televizijskih vestern serija, prodavši tako scenarije za Gunsmoke, Have Gun - Will Travel, Slomljenu strijelu, Klondike i ZaneGray Theater. Adaptirao je i roman The Authentic Death of Hendry Jones, što će se 1961. pretvoriti u film  Marlona Branda, One-Eyed Jacks. Od pisanja je prešao na režiranje i snimio epizodu Slomljene strijele 1958. (što se općenito uzima kao njegov prvi redateljski posao) i nekoliko epizoda Klondikea iz 1960. (s Jamesom Coburnom i L.Q. Jonesom).
1958. je napisao scenarij za Gunsmoke, koji je odbijen zbog sadržaja. Prepravio je scenarij, nazvao ga The Sharpshooter i prodao ga Zane Grey Theateru. Epizoda je pobudila zanimanje pa je postala televizijska serija The Rifleman s Chuckom Connoraom. Peckinpah je režirao četiri epizode serije, ali je odustao nakon prve godine.
Tijekom ovog vremena, Peckinpah je osmislio i televizijsku seriju The Westerner s Brianom Keithom i Johnom Dehnerom. Od 1959. do 1960. je bio producent serije, surađivao na scenariju svake epizode, te ih pet i režirao. Hvaljena od kritike, serija je trajala samo trinaest epizoda prije otkazivanja ponajviše zbog sirovog prikaza lakonskog kauboja lutalice Davea Blassingamea (Brian Keith). Epizoda serije kasnije je poslužila kao temelj za film Toma Griesa iz 1968. Will Penny. The Westerner je otada stekao kultni status i učvrstio Peckinpahovu reputaciju kao redatelja na kojega se može računati.

## Rana filmska karijera

### Kobni suputnici
Nakon otkazivanja Westernera, Brian Keith je dobio glavnu ulogu u  vesternu iz 1961., Kobni suputnici. Za redatelja je predložio Sama Peckinpaha, a producent Charles B. Fitzsimons je to uvažio. Prema svim izvorima, niskobudžetni film sniman na lokaciji u  Arizoni bio je proces učenja za Peckinpaha, koji se posvađao s Fitzsimonsom (bratom zvijezde filma, Maureen O'Hara) oko scenarija i postavljanja scena. Navodno mu je Fitzsimons onemogućio da dadne upute O'Hari. Kako nije mogao prepraviti scenarij ili montirati film, Peckinpah se zakleo da nikad više neće snimati film ako nema kontrolu nad scenarijem. Kobni suputnici prošao je nezapaženo te je to Peckinpahov najmanje poznat film.

### Pucnji poslijepodne
Njegov drugi film, Pucnji poslijepodne (1962.), bio je temeljen na istoimenom scenariju N.B. Stonea Jr. Producent Richard Lyons se divio Peckinpahovu radu na Westerneru i ponudio mu redateljsku stolicu. Peckinpah je uvelike promijenio scenarij i ubacio osobne reference iz vlastitog djetinjstva kad je odrastao na ranču Denvera Churcha, te je čak jedan rudarski gradić nazvao "Coarsegold". Lik Stevea Judda, nekadašnjeg slavnog pravnika, temeljio je na priči o vlastitom ocu, Davidu Peckinpahu. U scenariju, Judd i njegov stari prijatelj Gil Westrum su unajmljeni da prevezu zlato iz rudničke zajednice kroz opasni teritorij. Westrum se nada da će nagovoriti Judda da uzmu zlato za sebe. Na putu, slijedeći Juddov primjer, Westrum polako shvaća da je njegovo samopoštovanje mnogo važnije od profita. Tijekom završnog obračuna, kad se Judd i Westrum suprotstavljaju trojici muškaraca, Judd biva smrtno ranjen, a njegova smrt znači Westrumovo spasenje -  katolička tragedija izašla iz vestern žanra. To će postati jedna od glavnih tema u mnogim kasnijim Peckinpahovim filmovima. S ostarjelim zvijezdama vestern žanra  Joelom McCreom i  Randolphom Scottom u svojim posljednjim filmskim ulogama, film je ostao neprimjećen u Americi, ali je u Europi postao veliki hit. Pobijedivši 8½  Federica Fellinija na Belgijskom filmskom festivalu, film je bio hvaljen od stranih kritičara kao briljantna prerada vestern žanra. Njujorški kritičari također su otkrili Peckinpahov neobični vestern: Newsweek ga je prozvao najboljim filmom godine, a Time ga je uvrstio na popis deset najboljih. Peckinpah, enfant terrible svijeta filma, je stigao. Danas se film smatra jednim od Peckinpahovih najvećih djela.

### Bojnik Dundee
Peckinpahov sljedeći film, Bojnik Dundee (1965.), postat će prvi od mnogih redateljevih neuspješnih iskustava s većim studijima koji su financirali njegove produkcije. Temeljen na scenariju Harryja Juliana Finka, u filmu je trebao nastupiti Charlton Heston. Peckinpah je angažiran za redatelja nakon što je Heston pogledao Pucnje poslijepodne kod producenta Jerryja Breslera. Hestonu se svidio film pa je rekao Bresleru, "Iskoristimo ga." Rastegnuti scenarij govorio je o Unijinom konjaničkom časniku bojniku Dundeeju koji upravlja zarobljeničkim logorom u  Novom Meksiku. Nakon što poglavica  Apača pobije cijelu jednu trupu i otme nekoliko djece, Dundee privremeno regrutira i zarobljenike, uključujući veterane Konfederacije i polazi za Indijancima. Dundee postaje opsjednut svojim zadatkom i sa svojim iscrpljenim muškarcima polazi duboko u divljinu Meksika. Peckinpahov prvi visokobudžetni film imao je veliku glumačku postavu, uključujući Hestona, Richarda Harrisa, Jamesa Coburna, Senta Berger, Jima Huttona, Bena Johnsona, Warrena Oatesa, R.G. Armstronga i L.Q. Jonesa. Snimanje je počelo bez završenog scenarija, a Peckinpah je odabrao nekoliko lokacija u Meksiku, čime je budžet dosegnuo neslućene visine. Shvaćajući veličinu i opseg projekta, Peckinpah se navodno svake večeri nakon snimanja opijao. Osim toga, otpustio je bar petnaest članova filmske ekipe. U jednom trenutku, Peckinpahov izljev bijesa prema glumcima je tako razgnjevio Hestona da je obično staložena zvijezda zaprijetila da će ga probosti svojom konjaničkom sabljom ako ne pokaže malo više poštovanja prema glumcima. Kad je snimanje završilo, 15 dana kasnije od predviđenog i 1,5 milijun dolara više od budžeta, Peckinpah i producent Bresler više nisu razgovarali. Film, koji je detaljizirao teme i sekvence koje će Peckinpah razradio u kasnijoj karijeri, bio mu je oduzet i premontiran. Kao nekompletna zbrka koja postoji danas u različitim verzijama, Bojnik Dundee je loše prošao u kinima, a kritičari su ga pokopali (iako su se ocjene s godinama popravile). Peckinpah će do kraja života držati da je originalna verzija filma bila među njegovim najboljim filmovima, ali je njegova reputacija bila jako narušena.
Nakon toga je trebao režirati Cincinnati Kid, kockarsku dramu o igraču pokera koji se namjeri na starog majstora tijekom velike partije u  New Orleansu. Prije početka snimanja, producent Martin Ransohoff je počeo primati telefonske pozive o mukama s Bojnikom Dundeejem te da je nemoguće raditi s Peckinpahom. Osim toga, Peckinpah se odlučio snimati u crno-bijeloj tehnici nadajući se da će transformirati scenarij u pohlepnu sagu o klincu koji pokušava preživjeti na opasnim ulicama tijekom  Velike depresije. Nakon četiri dana snimanja, koje je navodno uključivalo neke scene golotinje, Ransohoffu se to nije svidjelo pa ga je odmah otpustio. Pod režijom  Normana Jewisona i sa  Steveom McQueenom u glavnoj ulozi, film je postao hit 1965. Peckinpah je na nekoliko godina protjeran iz filmske industrije.

### Noon Wine
1966. mu se posrećilo kad je producent Daniel Melnick trebao scenarista i redatelja da za televiziju adaptira novelu Noon Wine Katherine Anne Porter. Melnick je bio veliki obožavatelj Westernera i Pucnjeva poslijepodne te je čuo da je Peckinpah nepošteno otpušten otpušten s Cincinatti Kida. Unatoč mnogim prigovorima unutar industrije, Melnick je angažirao Peckinpaha i dao mu odriješene ruke. Ovaj je završio scenarij, koji je autorica Porter prihvatila s oduševljenjem, a projekt je postao jednosatni film u sklopu programa ABC Stage 67. Smještena na prijelazu stoljeća u zapadnom Teksasu, Noon Wine je mračna tragedija o farmeru koji počini beskorisno ubojstvo koje dovodi do samoubojstva. S  Jasonom Robardsom i  Oliviom de Havilland, film je postao kritički hit, a Peckinpah je nominiran za nagradu Udruženja scenarista za najbolji adaptirani scenarij i najbolju televizijsku režiju Američkog udruženja redatelja. Robards je godinama čuvao svoj primjerak filma u privatnoj kolekciji jer je smatrao kako je to bilo jedno od njegovih najzadovoljavajućih profesionalnih iskustava. Noon Wine danas se smatra jednim od najintimnijih Peckinpahovih radova koje otkriva njegov dramatički potencijal i umjetničku oštroumnost.

## Međunarodna slava

### Divlja horda
Iznenađujući uspjeh Noon Winea postavio je temelje za jedan od najeksplozivnijih povrataka u filmskoj povijesti. 1967. su producenti Warner Brosa. Kenneth Hyman i Phil Feldman htjeli da Peckinpah napiše i režira pustolovni film. Alternativni scenarij koji su napisali Roy Sickner i Walon Green bio je vestern Divlja horda. U to vrijeme, scenarij Williama Goldmana Butch Cassidy i Sundance Kid, kupio je studio 20th Century Fox.
Ubrzo je odlučeno da će Divlja horda, koja je imala nekoliko sličnosti s Goldmanovim radom, biti producirana kako bi porazila Butcha Cassidyja i Sundance Kida u kinima. U jesen 1967., Peckinpah je prepravljao scenarij u ono što će postati poznato kao Divlja horda. Sniman u  Meksiku, Peckinpahov epski film bio je inspririan njegovom glađu za povratkom filmovima, nasiljem viđenim u Bonnie i Clyde  Arthura Penna, rastućom frustracijom Amerike oko  Vijetnamskog rata i onim što je on vidio kao očiti nedostatak stvarnosti u dotadašnjim vesternima. Odlučio je snimiti film koji je prikazao ne samo okrutno nasilje perioda, nego i sirove muškarce koji pokušavaju preživjeti epohu. S  Williamom Holdenom,  Ernestom Borgnineom,  Robertom Ryanom,  Benom Johnsonom,  Warrenom Oatesom i  Edmondom O'Brienom u glavnim ulogama, film je prikazivao bandu razbojnika veterana na granici Teksasa i Meksika u 1913. koji pokušavaju opstati unutar svijeta koji ulazi u modernu eru. Divlja horda uokvirena je dvama oštrim i zloglasnim obračunima, počinjući s propalom pljačkom banke i završavajući s odmetnicima koji ratuju u meksičkoj vojsci u samoubilačkoj osveti zbog smrti jednog od njihovih članova. Beskompromisan i bez presedana u prikazivanju eksplicitnih detalja, film iz 1969. postao je trenutni klasik. Nekoliko scena koje su pokušane u Bojniku Dundeeju, uključujući usporene sekvence (inspirirane  Sedmoricom samuraja  Akire Kurosawe), odlazak junaka iz sela kao i pogrebna procesija i korištenje neiskusnih lokalnih stanovnika kao statista, bit će usavršene u Divljoj hordi. Mnogi kritičari nazvali su nasilje sadističkim i eksploatativnim. Drugi kritičari su hvalili originalnost jedinstvene brze montaže, korištene po prvi put, a koja će postati Peckinpahov zaštitni znak, i obradu tradicionalnih vestern tema. Danas se film smatra zenitom Peckinpahove turbulentne karijere. Bio je to početak Peckinpahove međunarodne slave, a on i njegov rad će ostati kontroverzni do kraja njegova života.

### Balada o Cable Hogueu
Prkoseći, kao što je to često činio, očekivanjima publike, Peckinpah je odmah nakon Divlje horde snimio elegijski, zabavni i većinom nenasilni vestern iz 1970., Balada o Cable Hogueu. Koristeći većinom iste glumce (L.Q. Jones, Strother Martin) i članove ekipe iz Divlje horde, film prati tri godine u životu sitnog poduzetnika Cable Hoguea (Jason Robards) koji se odlučuje obogatiti nakon otkrića vode u pustinji. Počinje posao na putu kojim ide poštanska kočija, samo kako bi vidio kako mu san završava pojavom prvog automobila na horizontu. Sniman na lokaciji u pustinji  Nevade, film je pratilo loše vrijeme, Peckinpahovo opijanje i njegovo naglo otpuštanje 36 članova ekipe. Kaotično snimanje završilo je 19 dana nakon predviđenog roka i s tri milijuna više od budžeta, čime je završilo njegova suradnja s Warner Brothersom. Bio je to i potez koji mu je naštetio karijeri jer je Peckinpah bio prvi izbor za režiju dva filma koji su postali komercijalni i kritički hitovi, Oslobađanje i Jeremiah Johnson. Iako dosta ignoriran u vrijeme objavljivanja, Balada o Cable Hogueu ponovno je otkriven posljednjih godina, a kritičari ga često navode kao ogledni primjer veličine Peckinpahova talenta. Tvrde da film dokazuje Peckinpahovu sposobnost da snimi nekonvencionalno i originalno djelo bez da se upušta u eksplicitno nasilje. Peckinpah će ga poslije navoditi kao jedan od svojih omiljenih filmova.

### Psi od slame
Njegovo udaljivanje od Warner Brosa. opet ga je ostavila s ograničenim brojem redateljskih angažmana. Peckinpah se silom morao okrenuti za 180 stupnjeva i otputovao u  Englesku kako bi 1971. režirao  Pse od slame, jedan od njegovih najmračnijih i psihološki najuznemirujućih filmova. Produciran od strane Davida Melnicka, koji je ranije surađivao s njim na Noon Wineu, scenarij je bio temeljen na romanu The Siege at Trencher's Farm Gordona Williamsa. U glavnoj ulozi pojavio se Dustin Hoffman kao David Sumner, plašljivi američki matematičar koji napušta kaos studentskih antiratnih prosvjeda kako bi sa svojom mladom suprugom Amy (Susan George) živio u njenom rodnom selu u Cornwallu, u Engleskoj. Neogodovanje zbog Davidove prisutnosti polako raste do šokantnog vrhunca kad je suzdržani akademik prisiljen braniti svoj dom. Peckinpah je potpuno prepravio postojeći scenarij, inspiriran knjigama African Genesis i The Territorial Roberta Ardreyja koji je tvrdio da je čovjek zapravo mesožder koji se instinktivno bori za kontrolu teritorija. Lik Davida Sumnera, kojeg lokalni stanovnici ismijavaju i ponižavaju, na kraju je stjeran u svoju kuću gdje gubi konrolu i ubija nekoliko muškaraca tijekom nasilnog epiloga. Psi od slame su podijelili kritičare, od kojih su neki naglašavali umjetničku vještinu i hrabrost konfrontacije ljudske primitivnosti, dok su ih drugi napali kao ženomrzačko i fašističko slavlje nasilja. Većina kritika bila je upućena na račun komplicirane i duge scene Amynog silovanja, koju je Peckinpah navodno pokušao bazirati na vlastitim strahovima iz prošlih propalih brakova. Kritičari su do danas napadali scenu kao ružnu muško-šovinističku fantaziju, tvrdeći da je to ogledni primjer Peckinpahova (i hollywoodskog) poniženja žena. Film je godinama u  Ujedinjenom Kraljevstvu bio zabranjen na videu, iako su ga neki kritičari nazvali jednim od najvećih Peckinpahovih filmova.

### Šampion rodea
Unatoč sve težem alkoholizmu i kontroverznoj reputaciji, Peckinpah je tijekom ovog perioda bio iznimno produktivan. U svibnju 1971., nekoliko tjedana nakon dovršetka Pasa od slame, vratio se u  Sjedinjene Države kako bi započeo raditi na  Šampionu rodea. Melodramatski scenarij Jeba Rosenbrooka, koji je opisivao vrijeme društvenih promjena i učvršćivanju obiteljskih veza, bio je po Peckinpahovu ukusu. Prihvatio je projekt iako je u to vrijeme označen kao redatelj nasilne akcije. Film će postati njegov posljednji pokušaj da snimi diskretno, dramsko djelo u stilu Noon Winea i Balade o Cable Hogueu. Sniman u Prescottu, Arizona, film je pratio tjedan dana u životu vremešne zvijezde rodea Juniora "JD" Bonnera (Steve McQueen) koji se vraća u rodni grad kako bi se natjecao na jubilarnom rodeo natjecanju. Osim McQueena, u filmu su nastupili i Robert Preston, Ida Lupino, Joe Don Baker i  Ben Johnson. Šampiona rodea karakterizirali su snažna karakterizacija, kolorični detalji i neobično nježne scene između Prestona i Lupino u ulogama Bonnerovih otuđenih roditelja. Iako promoviran kao McQueenov akcijski film, kritike su bile podijeljene, a ni komercijalna strana nije bila ništa bolja. Peckinpah je primijetio, "Snimio sam film u kojem nitko nije upucan i nitko ga nije otišao pogledati." Ipak, reputacija filma je porasla s godinama, a mnogi ga kritičari smatraju jednim od Peckinpahovih najsimpatičnijih radova.

### Bijeg
Još osjećajući neuspjeh Šampiona rodea, ali ipak voljan ponovno raditi s Peckinpahom, Steve McQueen mu je predstavio scenarij Waltera Hilla za  Bijeg. Temeljen na romanu Jima Thompsona, sirovi kriminalistički triler govorio je o ljubavnicima u bijegu nakon opasne pljačke. I Peckinpah i McQueen su trebali hit pa su na filmu počeli raditi već u veljači 1972. Peckinpaha nije toliko zanimao Bijeg, nego je samo htio snimiti elegantan triler kako bi povećao svoju tržišnu vrijednost. McQuuen je igrao Doca McCoya, inteligentnog pljačkaša u zatvoru čija ga supruga Carol (Ali MacGraw) uspijeva izvući pod uvjetom da opljačkaju banku u Teksasu. Zločin prati i prijevara, a McCoyjevi su prisiljeni otići u Meksiko s policijom i kriminalcima za petama. Pun eksplozija, auto potjera i vatrenih obračuna, film je sa zaradom od 25 milijuna dolara postao jedan od Peckinpahovih najvećih financijskih uspjeha do tada. Iako prije svega komercijalni proizvod, kroz film se mogu primijetiti njegovi umjetnički zahvati, posebno tijekom zamršeno montirane uvodne sekvence u kojoj McQueenov lik pati od pritisaka zatvorskog života. Film ostaje popularan i do današnjih dana, a 1994. je snimljen remake s  Alecom Baldwinom i Kim Basinger. Ipak, kritička reputacija je tokom godina oslabila jer ga mnogi Peckinaphovi obožavatelji smatraju manje vrijednim radom.

## Kasnija karijera
1973. godina označila je početak najtežeg perioda u Peckinpahovu životu i karijeri. Dok je još snimao Bijeg u El Pasu, Teksas, Peckinpah je u travnju 1972. otišao preko granice u Juarez i oženio se s Joie Gould. Gould je upoznao u  Engleskoj dok je snimao Pse od slame, a ona je od tada postala njegova životna suputnica i povremena članica ekipe. Tijekom Bijega je sve više pio i počeo govoriti, "Ne mogu režirati kad sam trijezan." Počele su mu se događati nasilne promjene raspoloženja i izljevi bijesa, a jednom je napao Gould. Nakon četiri mjeseca, ona se vratila u Englesku i zatražila razvod. Očajan zbog prekida veze, Peckinpah je ušao u samodestruktivnu shemu gotovo neprestanog opijanja, a zdravlje će mu ostati nestabilno do kraja života.

### Pat Garret i Billy the Kid
U takvom stanju je pristao snimiti Pat Garret i Billy the Kid (1973.) za MGM. Temeljen na scenariju Rudolpha Wurlitzera, redatelj je bio uvjeren da će filmom konačno definirati žanr vesterna. Scenarij je Peckinpahu dao mogućnost da se pozabavi dvjema temama koje su ga zanimale: dva bivša partnera na suprotnim stranama zakona zbog promjene vremena, izmanipulirani pokvarenim ekonomskim interesima. Peckinpah je prepravio scenarij, predstavivši Pata Garreta i Billyja the Kida kao prijatelje, i pokušao iz povijesne legende stvoriti epsku tragediju. Sniman u meksičkoj državi Durango, u filmu su u naslovnim ulogama nastupili James Coburn i Kris Kristofferson, uz veliku ekipu sporednih glumaca uključujući  Boba Dylana (koji je skladao glazbu za film), Jasona Robardsa, R.G. Armstronga, Richarda Jaeckela, Jacka Elama, Chill Willsa, Katy Jurado, L.Q. Jonesa, Slima Pickensa i Harryja Deana Stantona. Peckinpah se od početka sukobljavao s MGM-om i njegovim predsjednikom Jamesom Aubreyjem, poznatom po svojem gušenju umjetničkih interesa. Brojne produkcijske poteškoće, uključujući epidemiju  gripe i povarene kamere, u kombinaciji s Peckinpahovim sve težim alkoholizmom, rezultirale su jednom od najproblematičnijih produkcija u njegovoj karijeri. Film je snimljen 21 dan nakon roka i s 1,6 milijun dolara iznad budžeta. Razjaren, Aubrey je skratio Peckinpahov film sa 124 na 106 minuta, pa je film objavljen u okrnjenoj verziji, u kojoj se nije pojavio dobar dio glumaca i članova ekipe. Kritičari su prigovarali da je nedosljedan, a Peckinpah je bio ogorčen na Hollywood. Međutim, 1988. je na videu objavljena redateljeva verzija što je dovelo do reevaluacije filma, a kritičari su ga hvalili kao krivo ocijenjeni klasik i jedan od najboljih filmova epohe. Redatelji, kao što je Martin Scorsese, su hvalili film kao jedan najboljih modernih vesterna.

### Donesite mi glavu Alfreda Garcije
U očima njegovih obožavatelja, Donesite mi glavu Alfreda Garcije (1974.) bio je posljednji pravi "Peckinpahov film". Sam redatelj je tvrdio kako je to jedini njegov film koji je objavljen onakav kakvog ga je i zamislio. Projekt je bio u razvoju nekoliko godina, temeljen na ideji Franka Kowalskog, a Peckinpah je napisao scenarij uz pomoć Kowalskog, Waltera Kelleyja i Gordona Dawsona. Smješten u meksičko selo, u filmu je nastupio Warren Oates u ulozi koja je zapravo predstavljala samog Peckinpaha, koji uz to nosi i kožnu torbu s odrubljenom glavom meksičkog žigola kojeg traži meksički moćnik koji nudi nagradu od milijun dolara. Jezovita drama bila je djelomično crna komedija, akcijski film i tragedija, s iskrivljenim epilogom rijetko viđenim u Peckinpahovim filmovima. Kritike su bile porazne, a Harry Medved i Randy Dreyfuss naveli su ga u popisu 50 najgorih filmova svih vremena. Jedan od rijetkih kritičara koji su hvalili film bio je Roger Ebert. Ipak, reputacija filma se poboljšala u nedavnim godinama, a mnogi ga vide kao beskompromisnu viziju kao i anticipaciju nasilne crne komedije koje će postati slavne u radovima redatelja kao što su David Lynch i Quentin Tarantino. Iako komercijalni promašaj, film se danas smatra kultnim. 1991. je škola filma Sveučilišta u Los Angelesu (UCLA) organizirala filmski festival velikih, ali zaboravljenih američkih filmova, a jedan od njih bio je i Donesite mi glavu Alfreda Garcije.

### Elita ubojica
Kako mu je karijera sada patila od nekoliko uzastopnih komercijalnih razočaranja, Peckinpah je opet trebao hit na razini Bijega. Za svoj sljedeći film izabrao je Elita ubojica (1975.), akcijski špijunski triler s  Jamesom Caanom i  Robertom Duvallom. Sniman u  San Franciscu, Peckinpah je navodno zahvaljujući Caanu prvi put otkrio kokain. To je još jače pojačalo njegovu paranoju, a njegova nekada legendarna posvećenost detaljima se pogoršala. Producenti su odbili Peckinpahu dati da prepravi scenarij (prvi put nakon njegova prvog filma Kobni suputnici). Frustriran, redatelj je većinu vremena proveo u svojoj prikolici, puštajući pomoćnicima da režiraju većinu scena. U jednom se trenutku predozirao kokainom, završio u bolnici i dobio drugu premosnicu. Usprkos svemu, film je dovršen te je na box officeu prošao pristojno, iako su ga kritičari pokopali. Danas se film smatra jednim od Peckinpahovih najslabijih i primjer slabljenja njegove reputacije velikog redatelja.

### Željezni križ
Još slavan, 1975. je dobio priliku režirati moguće blockbustere  King Kong (1976.) i  Superman (1978.). Zanimljivo, odbio je obje ponude i umjesto toga izabrao blijedu i živopisnu dramu o  Drugom svjetskom ratu Željezni križ (1977.). Scenarij je temeljen na romanu o vodu njemačkih vojnika u 1943. na rubu očitog kolapsa Hitlerove ruske fronte. Njemačka produkcija snimana je u Jugoslaviji. Radeći s Jamesom Hamiltonom i Walterom Kelleyjem, Peckinpah je prepravio scenarij i u pripremi pogledao brojne nacističke dokumentarce. Kako je shvatio da radi na niskobudžetnoj produkciji, morao je uložiti devedeset tisuća vlasttitih dolara kako bi unajmio iskusniju ekipu. Iako se nije drogirao kao tijekom snimanja prethodnog filma, Peckinpah se nastavio opijati zbog čega mu je režija postala konfuzna i nepravilna. Produkcija je ubrzo ostala bez sredstava, a Peckinpah je morao improvizirati posljednje scene, snimajući scenu u jednom danu. Unatoč ovim zaprekama, ratne snimke su bile fantastične, a James Coburn je kao Rolf Steiner odigrao jednu od svojih najboljih uloga. Film je postigao veliki komercijalni uspjeh u Europi, nakon čega je snimljen nastavak Breaktrough s Richardom Burtonom. Željezni križ navodno je bio jedan od omiljenih filmova Orsona Wellesa, koji je rekao da je to jedan od najboljih antiratnih filmova koje je ikad vidio. Film je loše prošao u SAD-u, iako je danas iznimno cijenjen te se smatra labuđim pjevom nekada velikog Peckinpahova talenta.

### Konvoj
Nadajući se da će stvoriti veliki blockbuster, Peckinpah se odlučio snimiti  Konvoj (1978.). Njegovi suradnici bili su zbunjeni jer su vjerovali da je odluku da režira takav nevažan materijal donio pod ponovnim utjecajem kokaina i već standardnog alkoholizma. Temeljen na hit pjesmi C.W. McCalla, film je bio pokušaj da iskoristi uspjeh filma Smokey and the Bandit (1977.). Ovisan ili ne, Peckinpah je namjeravao pretvoriti žanr u nešto značajajnije. Nesretan scenarijem kojeg je napisao B.W.L. Norton, Peckinpah je pokušao potaknuti glumce da ga preprave, improviziraju i dodaju u dijalog nešto po svojoj volji. Osim toga, Peckinpah je pokušao unijeti novu dimenziju dodavši glumačkoj postavi dvoje crnoputih glumaca kao članove konvoja uključujući Madge Sinclair kao Udovicu i Franklyna Ajayea kao Spider Mikea. Sniman u Meksiku, s Krisom Kristoffersonom, Ali MacGraw i Ernestom Borgnineom u glavnim ulogama, Konvoj je ispao još jedna problematična produkcija za Peckinpaha. Redateljevo zdravlje postalo je dugoročni problem, pa je James Coburn doveden kao pomoćni redatelj, koji je snimio mnoge scene dok je Peckinpah ostao u svojoj prikolici. Film je završen u rujnu 1977., 11 dana poslije roka i s pet milijuna dolara iznad budžeta. Iznenađujuće, Konvoj je postao najunosniji film u Peckinpahovoj karijeri, zaradivši 46,5 milijuna dolara. Ipak, reputacija mu je bila ozbiljno narušena. Po prvi put u gotovo deset godina, Peckinpah je snimio film i našao se nezaposlen.
Sljedeće tri godine je ostao profesionalni prognanik. Ali tijekom ljeta 1981., njegov originalni mentor Don Siegel mu je dao šansu da se vrati režiranju. Dok je snimao humornu dramu Jinxed! s Bette Midler i Ripom Tornom, Siegel je pitao Peckinpaha je li zainteresiran za 12-dnevni posao pomoćnog redatelja. Peckinpah je odmah pristao, a njegov marljivi doprinos je primijetila i industrija. Peckinpah se posljednji put vratio režiji.

### Ostermanov vikend
Peckinaphovo zdravlje je 1982. bilo ozbiljno pogoršano. Producenti Peter S. Davis i William N. Panzer bili su neustrašivi te su vjerovali da će njegovo ime trileru Ostermanov vikend (1983.) donijeti dašak respektabilnosti. Peckinpah je prihvatio posao, ali je navodno mrzio zamršeni scenarij napisan po uzoru na roman Roberta Ludluma. Nekoliko hollywoodskih glumaca se prijavilo za audiciju, zaintrigirani prilikom. Mnogi od njih, uključujući  Johna Hurta, Burta Lancastera i Dennisa Hoppera, pristali su na manje honorare kako bi mogli raditi s legendarnim redateljem. Do vremena kad je snimanje završeno u siječnju 1983. u Los Angelesu, Peckinpah i producenti jedva su razgovarali. Bez obzira na to, Peckinpah je snimio film na vrijeme i uz predviđeni budžet te donio producentima svoju verziju. David i Panzer bili su nezadovoljni njegovom verzijom, koja je uključivala izopačenu uvodnu scenu dvoje likova koji vode ljubav. Producenti su promijenili početak i izbacili scene koje su smatrali nepotrebnima. Ostermanov vikend imao je nekoliko efektnih akcijskih scena i snažnih sporednih izvedbi, ali je Peckinpahov film pokopan od strane kritičara. U domaćim kinima je zaradio šest milijuna dolara, ali puno bolje u Europi i na video formatima.
Peckinaphov posljednji redateljski rad dovršen je samo dva mjeseca prije njegove smrti. Producent Martin Lewis ga je angažirao da snimi dva spota s Juliana Lennona - "Valotte" i "Too Late For Goodbyes". Kritičari su pohvalili oba, a Lennon je bio nominiran za najboljeg novog video umjetnika na dodjeli MTV-jevih glazbenih nagrada 1985.

## Teme
Peckinpahovi filmovi obično se bave sukobom između vrijednosti i ideala i pokvarenosti i nasilja u ljudskom društvu. Njegovi junaci su često usamljenici ili gubitnici koji pokušavaju biti časni i idealistični, ali su prisiljeni napraviti kompromis sami sa sobom kako bi preživjeli u svijetu nihilizma i brutalnosti.
Sukob između muževnosti također je česta tema njegovih filmova, zbog čega su ga neki kritičari uspoređivali s  Ernestom Hemingwayjom. Peckinpahov svijet je svijet muškaraca, a feministice su su njegove filmove kritizirale kao ženomrzačke i seksističke, posebno u kontekstu ubojstva žene na kraju Divlje horde, scene silovanja u Psima od slame i fizičkog napada Doca McCoya na svoju ženu u Bijegu. Njegovi zagovaratelji ističu da su žene u njegovim filmovima obično viđene kroz oči muškaraca, muškarci su ti koji su nasrtljivi, pokvareni i nasilni. Žene su ili žrtve muške brutalnosti ili pokušavaju preživjeti u svijetu koji su stvorili muškarci.
Često se pogrešno intepretira Peckinaphov pristup nasilju. Mnogi kritičari njegov pogled a svijet nazivaju mizantropskim,  hobbesovskim pogledom na prirodu kao utjelovljenje zla i okrutnosti. Zapravo, Peckinpah je sam izjavio suprotno. Nasilje je vidio kao produkt ljudskog društva, a ne njegove prirode. To je rezultat muškog natjecanja za moć i dominaciju, i njihove nesposobnosti da pregovaraju o tom natjecanju bez upuštanja u brutalnosti. Peckinpah je nasilje koristio i kao sredstvo da se postigne katarza, vjerujući da će njegova publika biti oslobođena nasilja gledajući ga u eksplicitnom obliku na filmu (jedna od glavnih inspiracija za nasilne sekvence u Divljoj hordi). Peckipnah je kasnije priznao da je ova ideja pogrešna, i da je publika dolazi uživati u nasilju u njegovim filmovima, a ne da je ono straši. To je nešto što ga je mučilo u kasnom razdoblju njegove karijere.
Peckinpah, koji je rođen u rančerskoj obitelji sa sucima i odvjetnicima, bavio se i sukobom između "starih" vrijednosti i pokvarenosti i materijalizma modernog svijeta. Mnogi njegovi junaci pokušavaju živjeti u skladu sa svojim vrijednostima čak i kad svijet u kojem žive zahtijeva da ih kompromitiraju. To se najjasnije vidi u slavnom dijalogu iz filma Pucnji poslijepodne u kojem Steve Judd (Joel McCrea) kaže "Sve što želim je ući u svoju kuću pravedan." Mnogi vjeruju da je ova rečenica prenesena direktno iz izraza Davida Peckinpaha, redateljeva oca.
Ova tema je najevidentnija u Peckinpahovim vesternima. Za razliku od većine redatelja vesterna, Peckinpah se koncentrirao više na početak  20. stoljeća nego na 19., a njegovi filmovi prikazuju likove koji još vjeruju u vrijednosti Starog Zapada koje je pomela nova, industrijska Amerika.
Zbog te teme su mnogi kritičari Peckinpahove filmove nazivali tragičnim. Njegovi junaci prikazani su kao zatvorenici svoje sudbine i vlastitih neuspjeha koji bez obzira na to traže iskupljenje i značenje u apsurdnom i nasilnom svijetu. Teme traženja iskupljenja, pravednosti i časti u nečasnoj egzistenciji vežu se za cijeli Peckinpahov rad te su pomogle da podignu njegovu reputaciju od vještog redatelja akcijskih filmova do jednog od najvećih filmskih umjetnika svoje ere.

## Utjecaj
Peckinpahov utjecaj na moderni film je enorman i snažan, možda veći od bilo čijeg od njegovih suvremenika. Međutim, ovaj utjecaj je često površan i čisto estetičan u prirodi, čime se ignoriraju neke Peckinpahove najveće kvalitete u korist čiste imitacije njegova stiliziranog pristupa filmskom nasilju.
Njegov najveći utjecaj je onaj na moderni akcijski film i moderni pristup akcijskim scenama. Njegov zaštitni znak, kombinacija usporene snimke, brze montaže i namjernog rastezanja, postao je standardni prikaz nasilja i akcije u post-peckinaphovskom filmu. Pristup akciji u filmu može se podijeliti na razdoblja prije i poslije Peckinpaha. Dok su filmovi prije Divlje horde koristili slične tehnike, posebno Bonnie i Clyde i Sedmorica samuraja, Peckinpahov je bio prvi koji ih je koristio kao poseban stil, a ne samo kao komadiće mozaika. Redatelji kao što je Martin Scorsese istaknuli su Peckinaphov izravni utjecaj na pristup filmskom nasilju. John Woo koristio je mnoge Peckinaphove tehnike, dodajući vlastiti osjećaj za koreografiju i akcijski konecept. Neki od redatelja koji su istaknuli Peckinaphov utjecaj bili su Paul Schrader, Walter Hill, John Milius, Quentin Tarantino i Park Chan-wook.
Peckinpahove teme također su izvršile utjecaj na druge redatelje i vesterne. Filmovi  Clinta Eastwooda Nepoznati zaštitnik, Odmetnik Josey Wales i Nepomirljivi preuzeli su Peckinpahove teme opasnosti od osvete, prirodi ljudskog nasilja i muškaraca koji pokušavaju biti časni i nečasnom okruženju. Tema odlaska Zapada u povijest i uništenja zapadnjačkog načina života od strane modernog industrijalizma također su preuzeli mnogi post-Peckinpahovski vesterni.

## U popularnoj kulturi
- Barem 12 knjiga je napisano o životu i karijeri Sama Peckinpaha uključujući If They Move... Kill 'Em! Davida Weddlea, Peckinpah A Portrait in Montage Garnera Simmonsa, Bloody Sam: The Life and Times of Sam Peckinpah Marshalla Finea i Peckinpah: The Western Films, A Reconsideration Paula Seydora.
- Sam Peckinpah bio je tema dva dokumentarca uključujući BBC-jevu produkciju Sam Peckinpah: Man of Iron (1992.), redatelja Paula Joycea, i The Wild Bunch: An Album in Montage (1996.) Paula Seydora. Potonji je bio nominiran za Oscara za najbolji dokumentarac.
- John Belushi portretirao je Peckinpaha kao poremećenog luđaka koji režira svoju prvu romantičnu komediju pretukavši glumačku ekipu u prvoj sezoni, petoj epizodi Saturday Night Livea.
- Peckinpahovo korištenje nasilja parodirali su  Monty Pythonovci u Sam Peckinpah's "Salad Days", jednoj od kontroverznih epizoda Letećeg cirkusa Montyja Pythona, u kojem se divan dan za imućnu obitelj pretvara u krvavu orgiju odsječenih udova i pretjeranih rana.
- U filmu Fletch (1985.) glavni junak, imitirajući liječnika kako bi pregledao medicinske kartone, proziva, "I donesite mi glavu Alfreda Garcije!"
- U filmu Deadfall (1993.), kad Eddie (Nicolas Cage) smrtno ranjava plaćenog ubojicu, upita ga "Tko te poslao?" Ubojica odgovara, "Sam jebeni Peckinpah."
- U filmu  Johna Watersa Cecil B. DeMented (2000.), nekoliko likova na tijelu ima istetovirano ime legendarnog redatelja. Jedan od njih na ruci ima natpis "Sam Peckinpah".
- U hororu iz 1986., Chopping Mall, trgovina kojom se preživjeli služe kako bi se naoružali puškama, municijom i granatama zove se Peckinpah's Sporting Goods, iskrivljena referenca na filmsko nasilje u njegovim filmovima.

## Filmografija
| Godina | Film                              |
| ------ | --------------------------------- |
| 1961.  | Kobni suputnici                   |
| 1962.  | Pucnji poslijepodne               |
| 1965.  | Bojnik Dundee                     |
| 1966.  | Noon Wine (TV film)               |
| 1969.  | Divlja horda                      |
| 1970.  | Balada o Cable Hogueu             |
| 1971.  | Psi od slame                      |
| 1972.  | Šampion rodea                     |
| 1972.  | Bijeg                             |
| 1973.  | Pat Garret i Billy the Kid        |
| 1974.  | Donesite mi glavu Alfreda Garcije |
| 1975.  | Elita ubojica                     |
| 1977.  | Željezni križ                     |
| 1978.  | Konvoj                            |
| 1982.  | Jinxed!                           |
| 1983.  | Ostermanov vikend                 |

## Vanjske poveznice
- Sam Peckinpah u internetskoj bazi filmova IMDb-u (engl.)
- Senses of Cinema: Sam Peckinpah
- Eseji o Peckinaphovim filmovima  Arhivirana inačica izvorne stranice od 15. studenoga 2007. (Wayback Machine)
- Recenzija Divlje horde Rogera Eberta  Arhivirana inačica izvorne stranice od 20. rujna 2012. (Wayback Machine)
- A Tribute to Sam Peckinpah by ConvoyTM.com  Arhivirana inačica izvorne stranice od 17. rujna 2019. (Wayback Machine)
- "A Glorious High" by Pauline Kael at austinchronicle.com
- Sam Peckinpah on Tough Guys webcomic  Arhivirana inačica izvorne stranice od 2. siječnja 2008. (Wayback Machine) (Webtertainment.tv)